# مويسيس غارسيا روزا
مويسيس غارسيا روزا (بالإسبانية: Moisés García Rosa)‏ (31 أكتوبر 1989 بإشبيلية في إسبانيا - ) هو لاعب كرة قدم إسباني في مركز الدفاع. لعب مع ريال سبورتينغ خيخون ونادي أورينسي ونادي كارتاخينا ويونيون ديبورتيفا لوغرينييس وSevilla FC C ‏.

## وصلات خارجية
- مويسيس غارسيا روزا على موقع قاعدة بيانات كرة القدم.إي يو (الإنجليزية)
- مويسيس غارسيا روزا على موقع Soccerway.com (الإنجليزية)
- مويسيس غارسيا روزا على موقع AS.com (الإسبانية)